# Sutlej Channel
Sutlej Channel är ett sund i Kanada.   Det ligger i provinsen British Columbia, i den sydvästra delen av landet, 3 800 km väster om huvudstaden Ottawa.
I omgivningarna runt Sutlej Channel växer i huvudsak barrskog.